# Бурляки
Бурляки (пол. Burlaki) — село в Польщі, у гміні Затори Пултуського повіту Мазовецького воєводства.
Населення — 106 осіб (2011).
У 1975-1998 роках село належало до Остроленцького воєводства.

## Демографія
Демографічна структура станом на 31 березня 2011 року:
|          | Загалом | Допрацездатний вік | Працездатний вік | Постпрацездатний вік |
| -------- | ------- | ------------------ | ---------------- | -------------------- |
| Чоловіки | 50      | 18                 | 23               | 9                    |
| Жінки    | 56      | 17                 | 22               | 17                   |
| Разом    | 106     | 35                 | 45               | 26                   |